# Rio Engenho Novo
O rio Engenho Novo é um curso de água que banha o estado da Paraíba, Brasil. No seu alto curso curso, recebe o nome de rio Obim. É o principal formador do rio Cabocó, afluente da margem esquerda do rio Paraíba.